# Księżyce lodowe

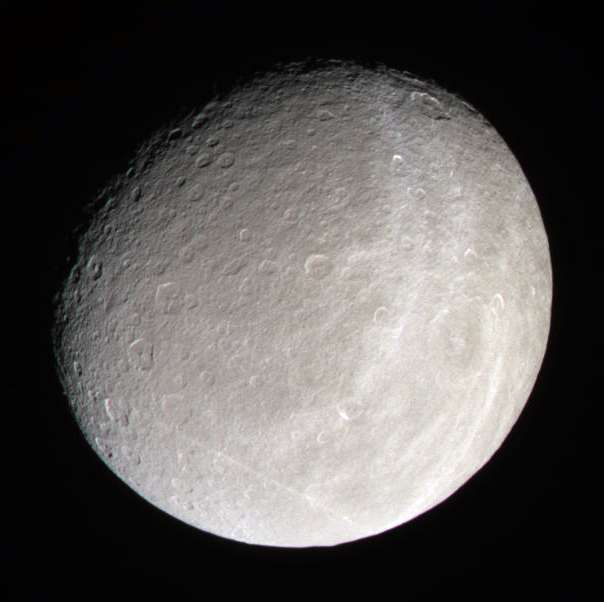
Rea, księżyc Saturna, przedstawiciel średniej wielkości księżyców lodowych.

Księżyce lodowe (ściślej lodowo-skalne) – grupa księżyców planet, które zbudowane są z lodów (czyli zamarzniętych lotnych substancji, głównie lodu wodnego i materii o składzie chondrytów. Mogą też mieć żelazne jądro, jak planety grupy ziemskiej. Znane satelity tego rodzaju krążą wokół gazowych olbrzymów w Układzie Słonecznym. Ciała tego typu tworzą się poza tzw. linią śniegu, czyli w dostatecznie dużej odległości od Słońca, aby substancje takie jak woda, amoniak i metan mogły utworzyć ziarna lodowe.
Zawartość materii skalnej w lodowych księżycach jest różna, niektóre ciała są zbudowane niemal wyłącznie z lodu (jak Tetyda, księżyc Saturna). Jest to przeważnie heksagonalny lód Ih; najmasywniejsze księżyce (jak Ganimedes) mogą zawierać także inne odmiany, jak trygonalny lód II, trwały w wysokim ciśnieniu panującym we wnętrzu satelity.

## Budowa wewnętrzna

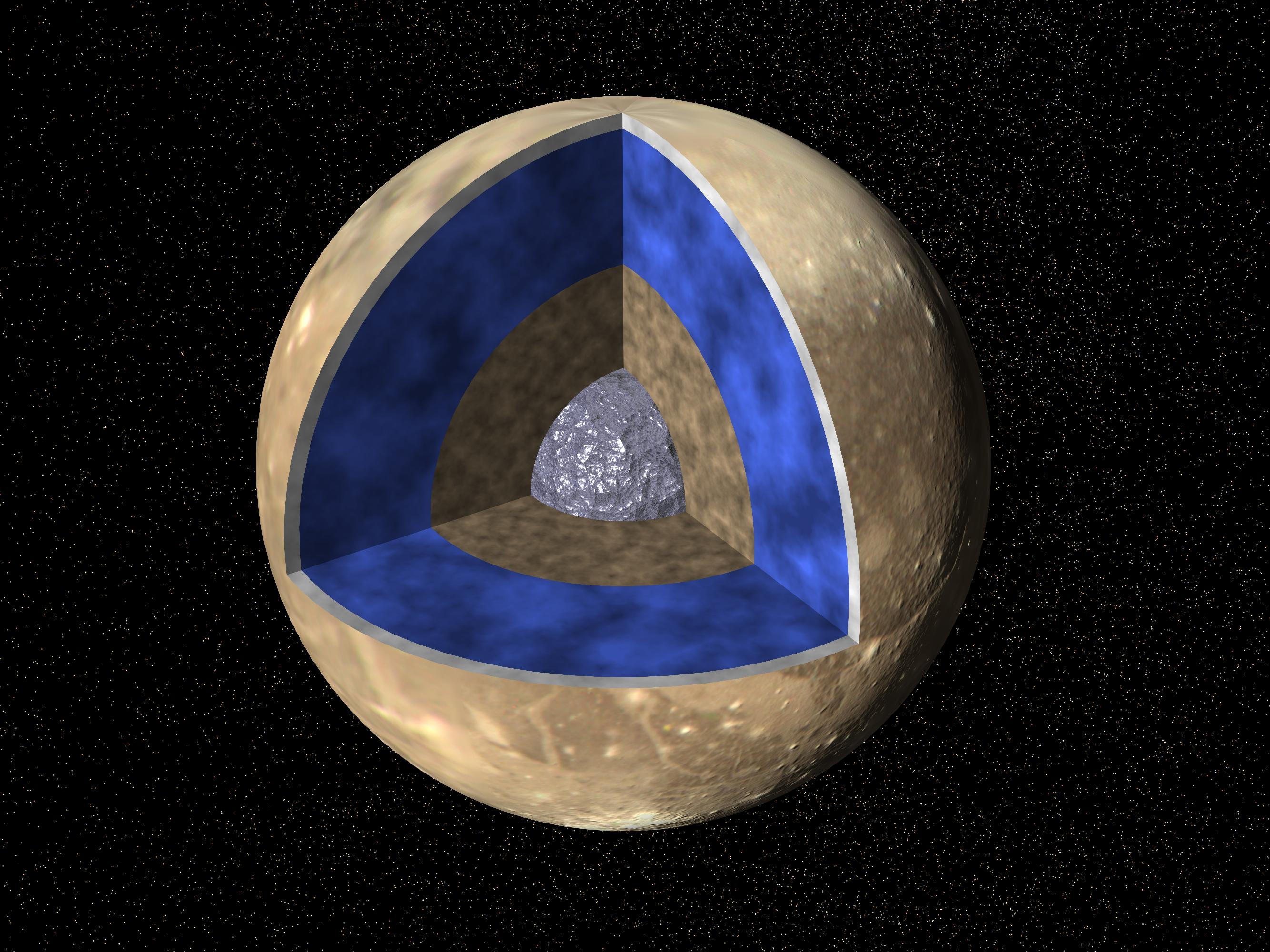
Budowa wewnętrzna Ganimedesa. Można wyróżnić w niej żelazne jądro, okryte płaszczem dolnym z krzemianów, a następnie lodowym płaszczem górnym i skorupą.

Księżyce tego rodzaju mogą mieć bardzo różnorodną budowę, zależnie od rozmiaru i zawartości materii skalnej, a także ilości ciepła dostarczonej przez siły pływowe. Ciepło dostarczane jest także przez rozpad izotopów promieniotwórczych w materii skalnej. Niektóre z nich mają wykształcone jądro, jak największy w tej grupie Ganimedes, ale część od czasu uformowania nie otrzymała dostatecznie dużej ilości ciepła, aby doszło do podziału wnętrza na warstwy (dyferencjacji grawitacyjnej).
Na skutek działania sił pływowych pod skorupą księżyców lodowych może utworzyć się warstwa ciekłej wody, w formie zbiorników wód głębinowych lub podpowierzchniowego oceanu. Istnienie takiego oceanu jest bardzo prawdopodobne na Europie. Księżyc ten ma jednak dużą gęstość (3,01 g/cm3) i zawiera tylko ok. 8% lodu, przez co jest bardziej podobny do planet skalistych niż księżyców lodowych.

## Aktywność powierzchniowa
Niektóre ciała z tej grupy posiadają na powierzchni ślady świadczące o aktywności w przeszłości, w szczególności doliny uformowane przez procesy tektoniczne. Część kraterów na dużych księżycach lodowych uległa przekształceniu wskutek procesów geologicznych, np. w postaci izostatycznego podniesienia dna, a nawet zniszczenia pierwotnej rzeźby terenu, w wyniku czego powstał tzw. palimpsest. Dwa księżyce w Układzie Słonecznym bezsprzecznie wykazują współczesną aktywność w formie kriowulkanizmu, są to Enceladus, księżyc Saturna i Tryton krążący wokół Neptuna. Dwa inne prawdopodobnie również są aktywne: w pobliżu Europy zaobserwowano obłok pary wodnej, który prawdopodobnie został wyrzucony przez gejzery, natomiast na Tytanie istnieją struktury, które mogą mieć pochodzenie kriowulkaniczne.
Tytan, największy księżyc Saturna, jest ciałem wyjątkowym w tej grupie. W odróżnieniu od innych księżyców w Układzie Słonecznym posiada on gęstą atmosferę, w której zachodzą złożone zjawiska pogodowe, jak obieg metanu i tworzą się złożone związki organiczne (tholiny). Zaobserwowano na nim rzeki i jeziora węglowodorów. Prawdopodobnie zachodzą na nim także zjawiska kriowulkaniczne, może on również posiadać ocean podpowierzchniowy.